# 李應敬
李應敬（1966年2月23日—），韓國女演員。

## 演出作品

### 電視劇
- 1988年：KBS《那年暖冬》
- 1991年：MBC《另一種幸福》
- 1992年：MBC《嫉妒》飾演 韓英愛
- 1992年：MBC《不再愛任何人》
- 1998年：MBC《對於愛情》
- 2000年：KBS《愛情的代價》飾演 張閔希
- 2001年：MBC《想再看到他的臉》
- 2002年：KBS《陽光狩獵》飾演 李承惠
- 2002年：MBC《羅曼史》
- 2002年：MBC《告白》
- 2002年：SBS《認真生活》
- 2003年：MBC《迴轉木馬》飾演 劉明子
- 2003年：KBS《玉琳的成長日記1》
- 2004年：SBS《玻璃畫》飾演 車珍珠
- 2004年：KBS《你的星星》
- 2004年：SBS《魔術》
- 2005年：KBS《玉琳的成長日記2》
- 2006年：SBS《好想戀愛》飾演 于茹珍
- 2007年：KBS《Drama Special－最強我媽媽》飾演 金英子
- 2007年：KBS《愛的軀殼》
- 2007年：MBC《New Heart 嶄新的心》飾演 金慧淑
- 2008年：SBS《愛子的姐姐敏子》飾演 朱愛子
- 2008年：KBS《妻子和女人》飾演 朴妍夏
- 2009年：KBS《大家一起恰恰恰》飾演 娜恩惠
- 2010年：SBS《南瓜花純情》飾演 世美
- 2012年：SBS Plus《Oh My God x2》
- 2012年：TV朝鮮《求婚大作戰》飾演 吳貞琳
- 2012年：SBS《美味人生》飾演 趙慧蘭
- 2012年：MBC《I do I do》
- 2013年：KBS《最佳李純信》飾演 李水晶
- 2013年：tvN《Nine：九回時間旅行》飾演 金有進
- 2013年：MBC《奇皇后》飾演 盧尚宮
- 2014年：KBS《天上女人》飾演 羅達女
- 2014年：tvN《魔女的戀愛》飾演 白水晶
- 2014年：SBS《就要相愛》飾演 李英蘭
- 2015年：KBS《今天開始我愛你》飾演 楊美子／楊允熙
- 2016年：SBS《I am Sorry 姜南九》飾演 鄭淑子
- 2017年：KBS《無窮花開了》飾演 吳慶雅
- 2017年：MBC《逆流》飾演 楊秀慶
- 2018年：KBS《愛到最後》飾演 徐美順
- 2020年：KBS《絕妙的遺產》飾演 金容美
- 2023年：KBS1《是金 是玉》飾演 黃燦爛

### 電影
- 1990年：《狂戀之歌》
- 1996年：《豬墜井的那天》
- 2001年：《我的黑道老婆》
- 2004年：《別告訴爸爸》
- 2004年：《奴隸情人》
- 2004年：《綁架愛情一百天》
- 2004年：《筆仙》
- 2004年：《我好愛你》
- 2005年：《小夫妻》
- 2005年：《珍妮，朱諾》

## 外部連結
- NAVER